# (39561) 1992 QA
(39561) 1992 QA es un asteroide perteneciente a los asteroides que cruzan la órbita de Marte, descubierto el 19 de agosto de 1992 por Robert H. McNaught desde el Observatorio de Siding Spring, Nueva Gales del Sur, Australia.

## Designación y nombre
Designado provisionalmente como 1992 QA.

## Características orbitales
1992 QA está situado a una distancia media del Sol de 1,870 ua, pudiendo alejarse hasta 2,079 ua y acercarse hasta 1,662 ua. Su excentricidad es 0,111 y la inclinación orbital 26,232 grados. Emplea 934,13 días en completar una órbita alrededor del Sol.

## Características físicas
La magnitud absoluta de 1992 QA es 15,31.